# Lynds 1616

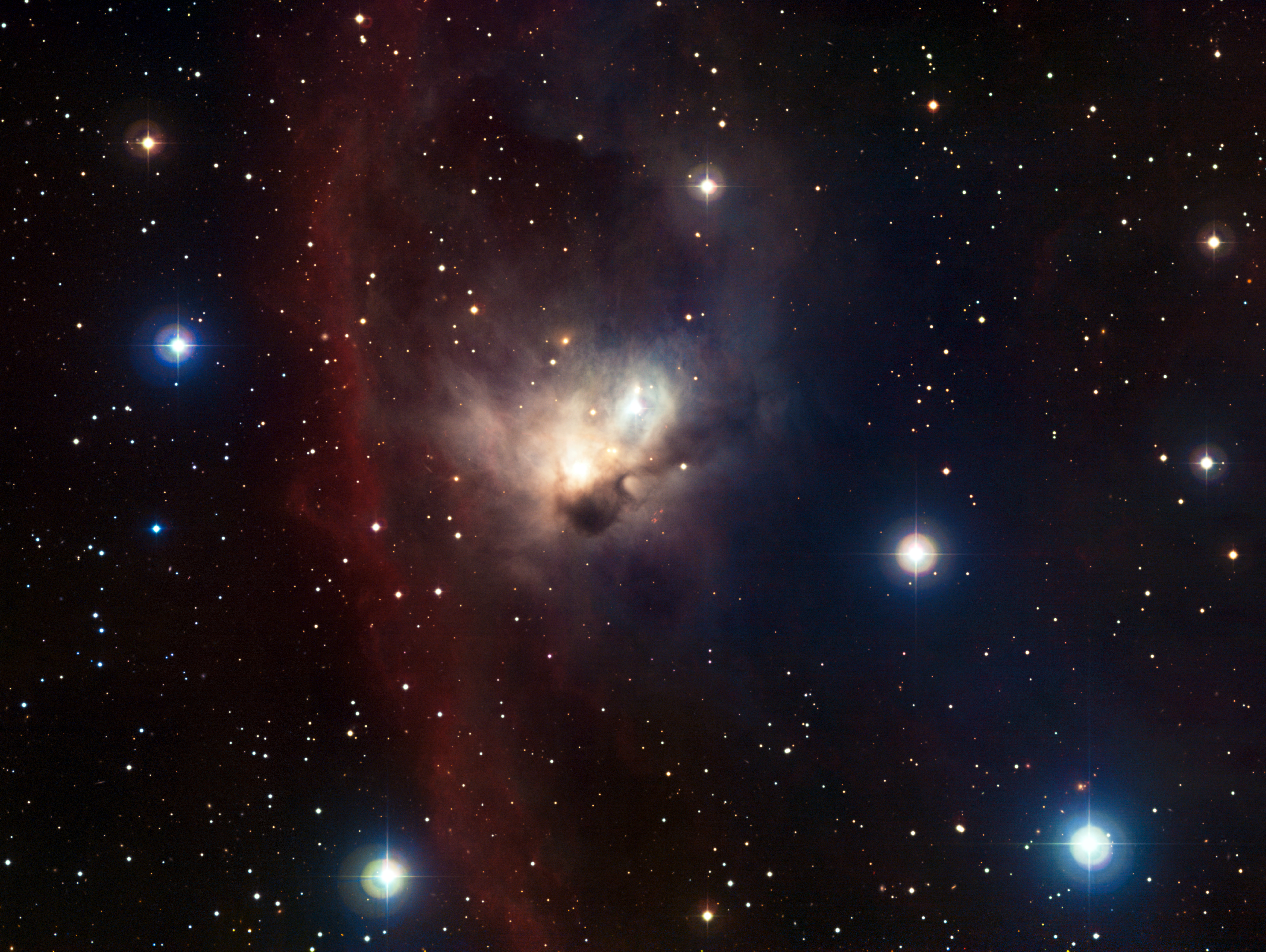
Nebulosa NGC 1788, localizada em um canto muitas vezes negligenciado da constelação de Orion

Lynds 1616 é uma nebulosa escura na constelação de Orion. Provavelmente é parte da nebulosa de reflexão NGC 1788.